# Picaformigues frontvermell
El picaformigues frontvermell (Parmoptila rubrifrons) és una espècie d'ocell estríldid trobats a Àfrica. S'ha estimat que el seu hàbitat aconsegueix els 32.000 km² d'extensió.
Habita el bosc humit de les terres baixes tropicals i subtropicales de Sierra Leone, Mali, Libèria, Guinea, Ghana, Costa d'Ivori i República Democràtica del Congo. El seu estat de conservació segons la Llista Vermella és de baix risc (LC).